# Lil Baby
Доминик Армани Джонс (англ. Dominique Armani Jones род. 3 декабря 1994, Атланта), более известен как Lil Baby — американский хип-хоп-исполнитель и автор песен. В первую очередь известен своими песнями «Freestyle», «Yes indeed» и «Drip Too Hard».

## Ранняя жизнь
Доминик Джонс родился в Атланте, штат Джорджия. Lil Baby было два года, когда отец ушёл из семьи, оставив мать растить его и двух его братьев и сестёр. В то время, Джонс неоднократно попадал в неприятности, в результате чего он бросил среднюю школу в десятом классе. Его мать и братья говорили о том, что он был очень занят, всегда суетился и хотел получать деньги.

## Личная жизнь
У Джонса есть сын Джейсон от бывшей девушки Айши. В 2016 году рэпер начал встречаться с моделью и предпринимательницей Джейдой Чивз. Она снялась в клипе на его песню «Close Friends». 18 февраля 2019 года у них с Джейдой появился сын Лоял.
7 июля 2021 года Джонс был арестован полицией Парижа по обвинению в употреблении наркотиков после посещения Парижской недели моды вместе с Канье Уэстом и Джеймсом Харденом. Вскоре его отпустили.

## Дискография

### Студийные альбомы
| Название         | Описание | Позиции в чартах      | Позиции в чартах      | Позиции в чартах      | Позиции в чартах      |
| Название         | Описание | US                    | US R&B/HH             | CAN                   | NLD                   |
| ---------------- | --- | --------------------- | --------------------- | --------------------- | --------------------- |
| Harder Than Ever | - Выпущен: 18 мая 2018 - Лейбл: 4PF, Wolfpack, Quality Control, Motown, Capitol - Формат: Цифровая дистрибуция             | 3                     | 2                     | 9                     | 129                   |
| My Turn          | - Выпущен: 28 февраля 2020 - Лейблы: 4PF, Wolfpack, Quality Control, Motown - Формат: Цифровая дистрибуция, стриминг       | 1                     | —                     | 2                     | 14                    |
| It’s Only Me     | - Выпущен: 14 октября 2022 - Лейблы: 4PF, Wolfpack, Quality Control, Motown - Форматы: CD, LP, цифровая загрузка, стриминг | Будет объявлено позже | Будет объявлено позже | Будет объявлено позже | Будет объявлено позже |

### Совместные студийные альбомы
| Название                                       | Детали |
| ---------------------------------------------- | --- |
| The Voice of the Heroes (совместно с Lil Durk) | - Выпущен: 4 июня 2021 - Лейблы: 4PF, Quality Control, Only the Family, Alamo, Geffen, Motown - Форматы: CD, LP, цифровая загрузка, стриминг |

### Микстейпы
| Название                                                                      | Описание                                                                                                | Позиции в чартах | Позиции в чартах | Позиции в чартах | Позиции в чартах | Позиции в чартах | Позиции в чартах | Позиции в чартах | Позиции в чартах | Позиции в чартах |
| Название                                                                      | Описание                                                                                                | US               | US R&B/HH        | AUS              | CAN              | IRE              | NLD              | NOR              | SWE              | UK               |
| ----------------------------------------------------------------------------- | --- | ---------------- | ---------------- | ---------------- | ---------------- | ---------------- | ---------------- | ---------------- | ---------------- | ---------------- |
| Perfect Timing                                                                | - Выпущен: 14 апреля 2017 - Лейбл: 4PF, Wolfpack, Quality Control - Формат: Цифровая дистрибуция        | —                | —                | —                | —                | —                | —                | —                | —                | —                |
| Harder Than Hard                                                              | - Выпущен: 18 июля 2017 - Лейбл: 4PF, Wolfpack, Quality Control - Формат: Цифровая дистрибуция          | —                | —                | —                | —                | —                | —                | —                | —                | —                |
| 2 The Hard Way (with Marlo)                                                   | - Выпущен: 9 октября 2017 - Лейбл: 4PF, Wolfpack, Quality Control - Формат: Цифровая дистрибуция        | —                | —                | —                | —                | —                | —                | —                | —                | —                |
| Too Hard                                                                      | - Выпущен: 1 декабря 2017 - Лейбл: 4PF, Wolfpack, Quality Control - Формат: Цифровая дистрибуция        | 80               | 33               | —                | —                | —                | —                | —                | —                | —                |
| Drip Harder (совместно с Gunna)                                               | - Выпущен: 5 октября 2018 - Лейбл: Quality Control, YSL, Motown, Capitol - Формат: Цифровая дистрибуция | 4                | 2                | 45               | 3                | 39               | 20               | 18               | 26               | 12               |
| Street Gossip                                                                 | - Выпущен: 30 ноября 2018 - Лейбл: Quality Control, Motown, Capitol - Формат: Цифровая дистрибуция      | 2                | —                | —                | 7                | 89               | 31               | 35               | 55               | 50               |
| «—» означает, что альбом не попал в чарт или не издавался в указанной стране. | |                  |                  |                  |                  |                  |                  |                  |                  |                  |